# Freddie Hill
Frederick Roosevelt „Freddie“ Hill (* 18. April 1929 in Jacksonville, Florida; † 14. Januar 1994 in Texas) war ein US-amerikanischer Jazzmusiker (Trompete, Komposition).

## Leben und Wirken
Hill, der aus Florida stammte, lernte Cello und Klavier sowie Trompete. Nach vier Jahren an der Florida A&M University mit einem Musikstipendium und nach Ableisten eines zweijährigen Militärdiensts in der US-Armee, wo er unter anderem mit den Adderley-Brüdern in Kontakt kam, zog er nach Los Angeles, um am Los Angeles State College ein Aufbaustudium zu absolvieren.
Anschließend arbeitete er in Kalifornien in den Jazz-Ensembles und Orchestern von Gerald Wilson, Leroy Vinnegar, Oliver Nelson, Onzy Matthews, Louie Bellson, Buddy DeFranco, Lou Rawls, Marvin Jenkins, Gil Fuller & The Monterey Jazz Festival Orchestra, Teddy Edwards, Mongo Santamaría, Bobby Bryant, Steve Allen, in der Dizzy Gillespie Big Band, der Thelonious Monk Big Band (Monk’s Blues, 1969) und in der South Central Avenue Municipal Blues Band. Mit Lou Blackburn leitete er ein Quintett, in dem auch der Pianist Horace Tapscott spielte; bei Imperial Records erschienen 1963 dessen beide LPs Two Note Samba und Jazz Frontier. Im Bereich des Jazz war er laut Tom Lord zwischen 1962 und 1971 an 66 Aufnahmesessions beteiligt, zuletzt in der Begleitband der Sängerin Lorez Alexandria.
1953 hatte Hill die ebenfalls aus Jacksonville stammende Krankenschwester Loyce Jeannette geb. Lang (1932–2022) geheiratet. Aus der Ehe gingen zwei Kinder hervor. Die Ehe wurde 1979 wieder geschieden.
1971 verschwand Hill aus der Jazz-Szene von Los Angeles. Er starb 1994 im Alter von 64 Jahren. Zuletzt lebte er in Austin, Texas.

## Würdigung
Freddie Hill beweise stets seine volle Beherrschung der Trompete mit einem satten, vollmundigen Klang, unabhängig von Tonumfang und Tempo. Seine Soli seien durchweg prägnant und intelligent entwickelt, schrieb Mike Neely (All About Jazz).
„Bei Blackburn und Hill kann man all die Qualitäten hören, die sie zu gefragten Studiomusikern machten: ihre klaren Töne, ihre präzise Tonlage und saubere Artikulation, ihre Bandbreite an Idiomen und ihre Mischung“, urteilte Michael Cuscuna in den Liner Notes seiner Reissue Lou Blackburn: The Complete Imperial Sessions. Im Gegensatz zu vielen Studiomusikern seien sie beide ausdrucksstarke, erstklassige Solisten gewesen.

## Diskographische Hinweise
- Leroy Vinnegar: Leroy Walks Again!! (Contemporary Records, 1962)
- Lou Blackburn: The Complete Imperial Sessions (1963, ed. 2009)
- Buddy DeFranco: Blues Bag: Jazz of the 60’s (Vee Jay Records, 1965)